# Браян Мезонньов
Браян Мезонньов (англ. Brian Maisonneuve, нар. 28 червня 1973, Воррен) — американський футболіст, що грав на позиції півзахисника за клуб «Коламбус Крю», а також національну збірну США. По завершенні ігрової кар'єри — тренер.

## Клубна кар'єра
Народився 28 червня 1973 року в місті Воррен.
У дорослому футболі дебютував 1996 року виступами за команду «Коламбус Крю», кольори якої і захищав протягом усієї своєї кар'єри гравця, що тривала дев'ять років.  Більшість часу, проведеного у складі «Коламбус Крю», був основним гравцем команди.

## Виступи за збірні
1996 року захищав кольори олімпійської збірної США, у складі якої — учасник  футбольного турніру на Олімпійських іграх 1996 року в Атланті, де господарі турніру припинив боротьбу вже на груповій стадії.
1997 року дебютував в офіційних матчах у складі національної збірної США. Протягом кар'єри у національній команді, яка тривала 6 років, провів у її формі 13 матчів.
У складі збірної був учасником чемпіонату світу 1998 року у Франції, де взяв участь в усіх трьох матчах групового етапу, програних американською командою із сумарним рахунком 1:5.
Срібний призер Золотого кубка КОНКАКАФ 1998 року, володар Золотого кубка КОНКАКАФ 2002 року.

## Кар'єра тренера
Розпочав тренерську кар'єру невдовзі по завершенні кар'єри гравця, 2005 року, увійшовши до тренерського штабу юнацької збірної США (U-17).
З 2008 року працює з футбольними командами американських університетів.